# Способност осећања горког укуса ПТЦ-а
Способност осећања горког укуса фенил-тиокарбамида је нормална наследна особина човека која се наслеђује аутозомно-доминантно по Менделовим законима. Неосетљивост на ПТЦ условљава рецесиван алел на аутозомном хромозому.
Особе које осећају горак укус ПТЦ-а могу бити хетерозиготне или доминантни хомозиготи.
У различитим деловима света и код различитих популација вршена су истраживања ради утврђивања учесталости особа које не осећају горак укус ПТЦ-а, на основу чега се долази до следећих сазнања:
- најнижа заступљеност је код:
  - афричких црнаца и износи 3%;
  - монгола и америчких Индијанаца је 6%;
- код Европљана је 30%;
- највећа фреквенција је код Арапа и износи чак 40%.